# Chapelle Notre-Dame Auxiliatrice du Triolet de Marbais
La chapelle Notre-Dame Auxiliatrice du Triolet (souvent simplement appelée chapelle Notre-Dame du Triolet, ou chapelle du Triolet) est une chapelle de style gothique et classique située à Marbais, village de la commune belge de Villers-la-Ville en Brabant wallon.
Construite au début du XVIIIe siècle, elle est classée au patrimoine immobilier de Wallonie. Elle est la destination d'une procession mariale tous les 15 août.

## Localisation
La chapelle se dresse au sud du village de Marbais, au bord de la route nationale RN93 qui relie Namur à Nivelles,, non loin de son intersection avec la route de Chassart.

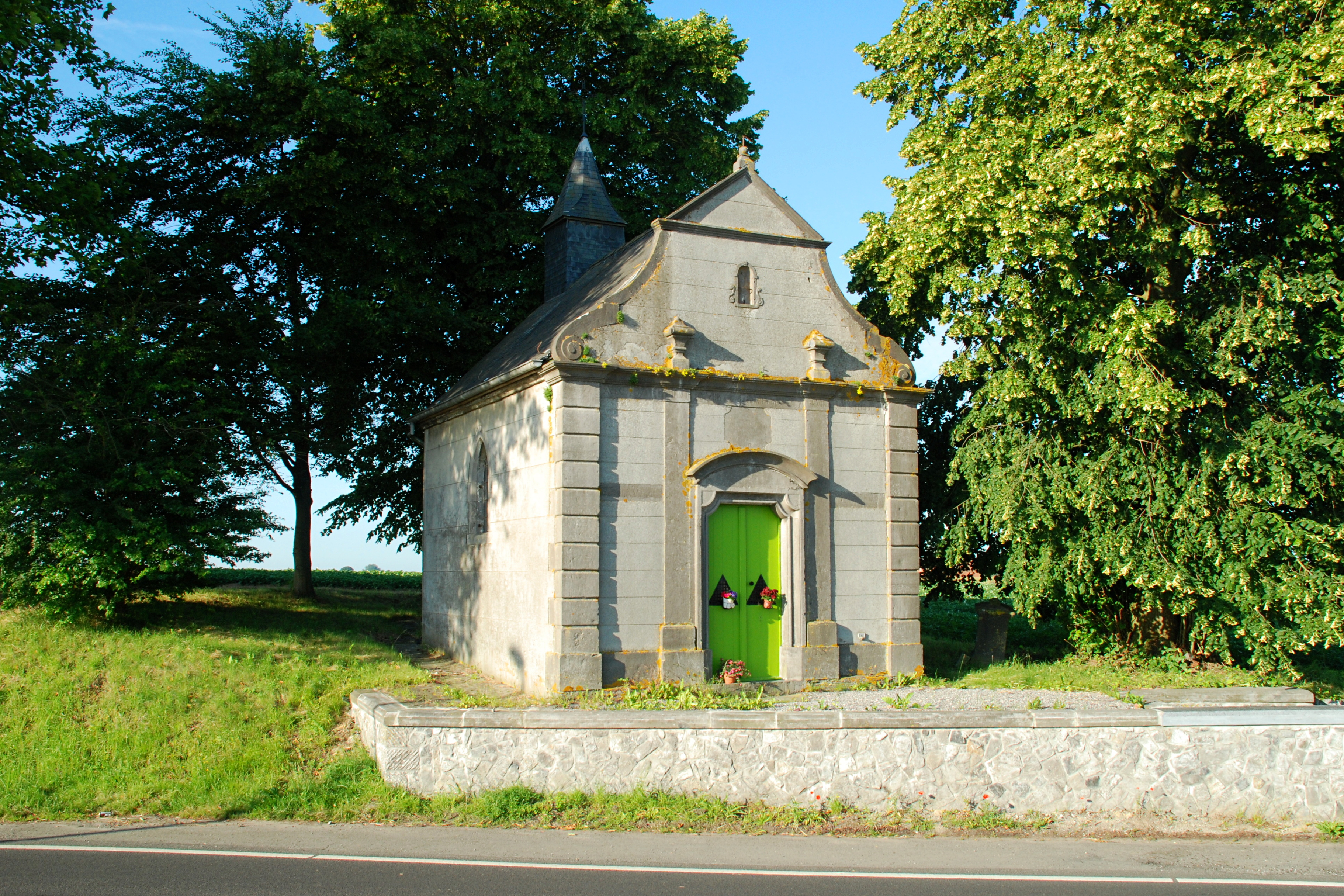
La chapelle vue de la route nationale.
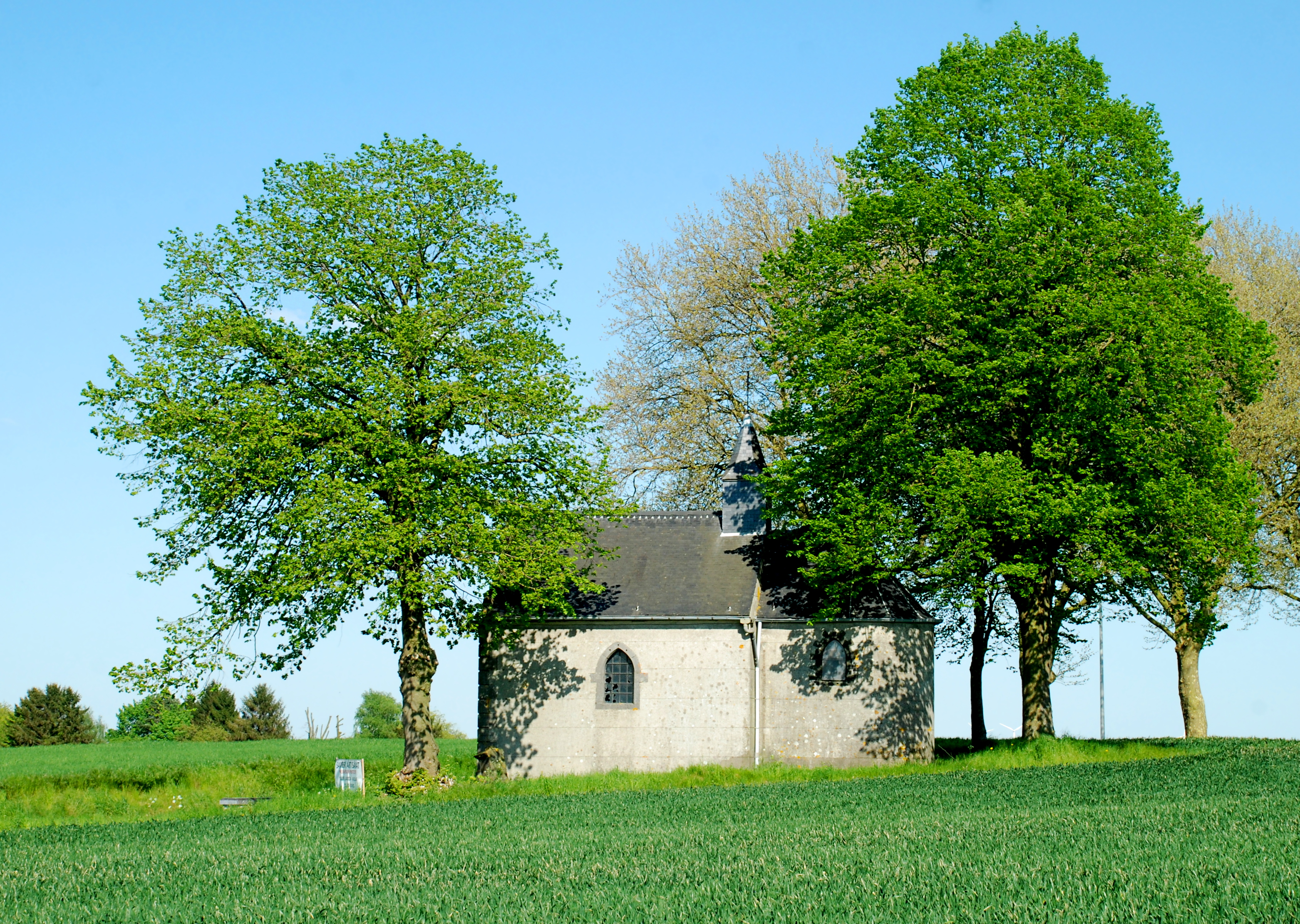
La chapelle vue des champs.

## Historique
La chapelle Notre-Dame Auxiliatrice, rattachée à l'époque à la ferme de la Jouerie à Marbais et dont le nom signifierait « petit tilleul », est déjà mentionnée en 1720,,,,.
Sur la façade un chronogramme indique la date de 1756,,.
Restaurée en 1901, la chapelle fait l'objet d'un classement au titre des monuments historiques depuis le 25 février 1983. Ses abords font l'objet d'un classement comme site.
En novembre 2001, la chapelle est saccagée par des vandales qui démolissent l'autel en marbre.

## Architecture

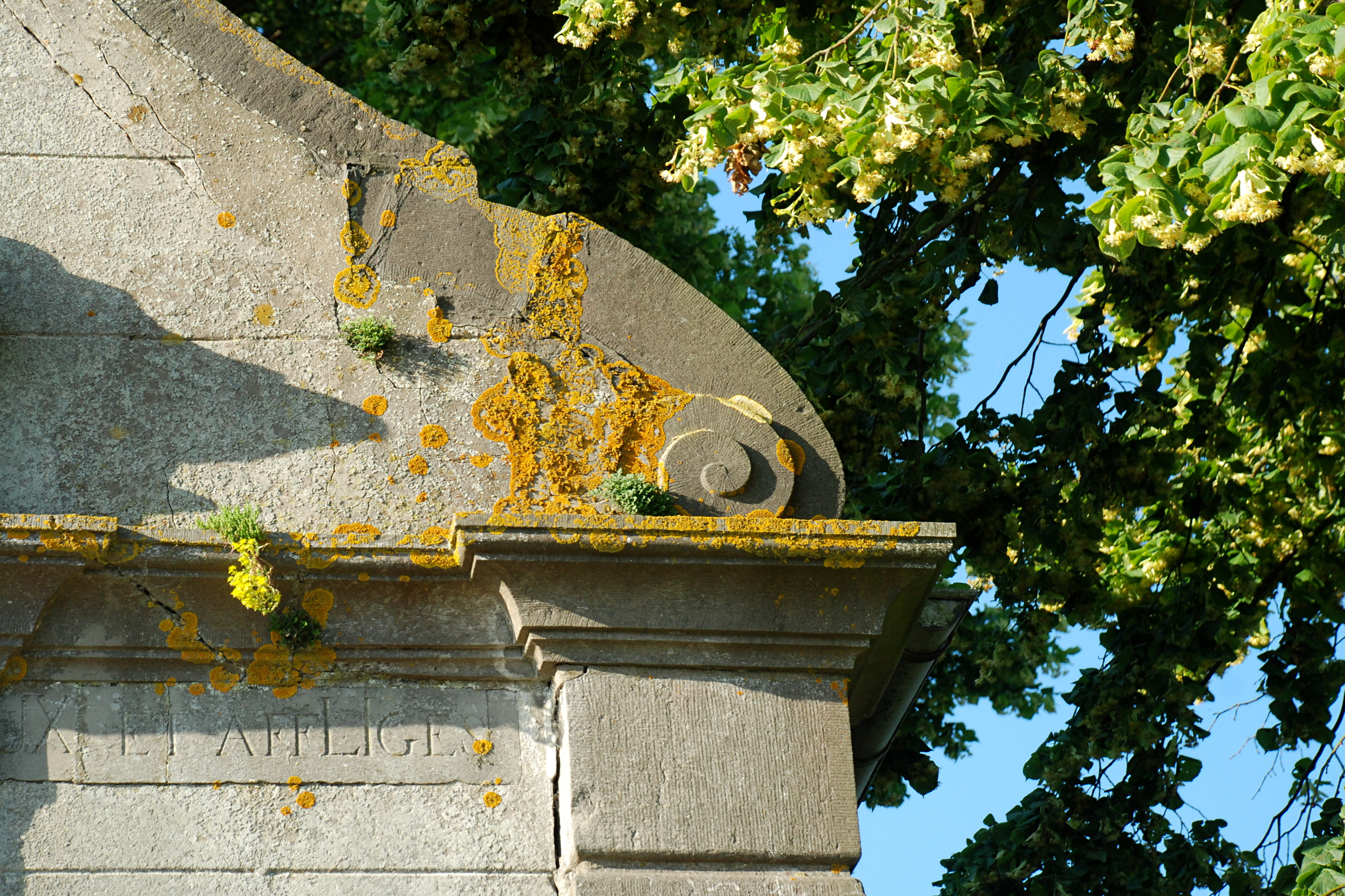
Volute.

### Description
La chapelle est un édifice de petites dimensions composé d'une nef unique se terminant en abside surmontée d'un clocheton. Son orientation est peu conventionnelle, l'abside étant orientée au sud et la façade principale au nord. Les murs extérieurs de la chapelle sont couverts d'un enduit de ciment, l'usage de la pierre bleue étant limité aux ornements (portail, pilastres, chaînages d'angle, entablement et frise).
La façade principale comporte deux registres. Le registre inférieur, cantonné de puissants chaînages d'angle, est divisé en trois parties par les deux pilastres qui enserrent le portail à encadrement de pierre mouluré et linteau chantourné.
Le portail de conception Louis XVI est sommé d'un puissant larmier cintré au-dessus duquel est inséré un bloc de pierre chantourné sur lequel est gravée une invocation à la Vierge datant de 1750, :
nostre dame consolatrice des affligés priez pour nous
Cette inscription contient également les lettres « A » et « M » entrelacées, résumant la formule latine « Auspice Maria » que l'on peut traduire par « Sous la protection de Marie ». Ces lettres sont suivies de la lettre « R » (Regina) et surmontées d'une couronne.
Le registre inférieur de la façade se termine par un entablement sous lequel court une frise affichant un chronogramme qui compose le millésime de 1756,,, :
aVeC foY ConfIanCe hUMILIte aCCoUres toUs ICY fIeVreUX et affLIges
Le registre supérieur de la façade, embelli par les amortissements des pilastres qui affectent la forme de pots à feu, est composé d'un pignon à volutes percé d'une petite niche à volutes et terminé par un petit fronton triangulaire.

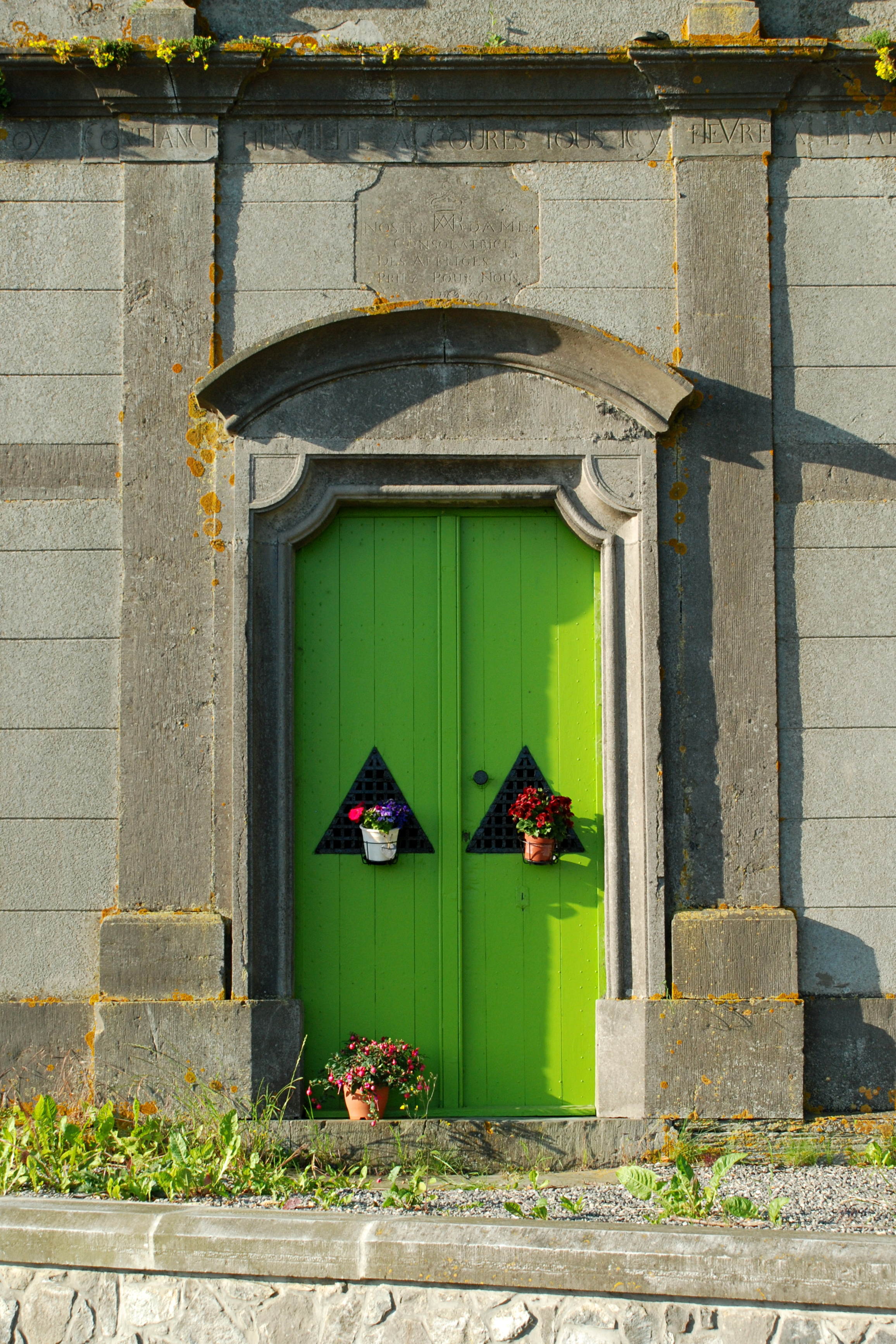
Le portail.
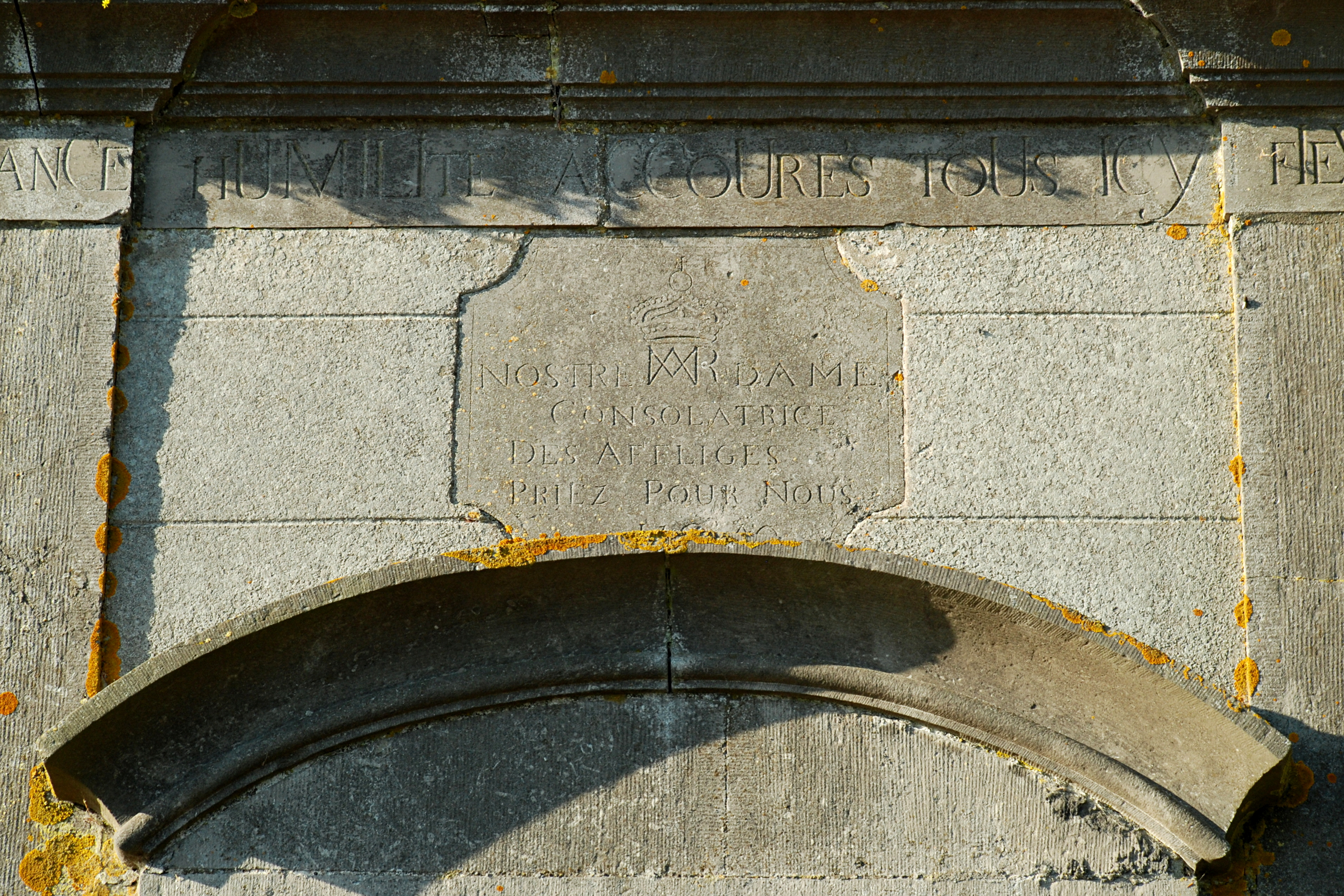
Invocation à la Vierge.
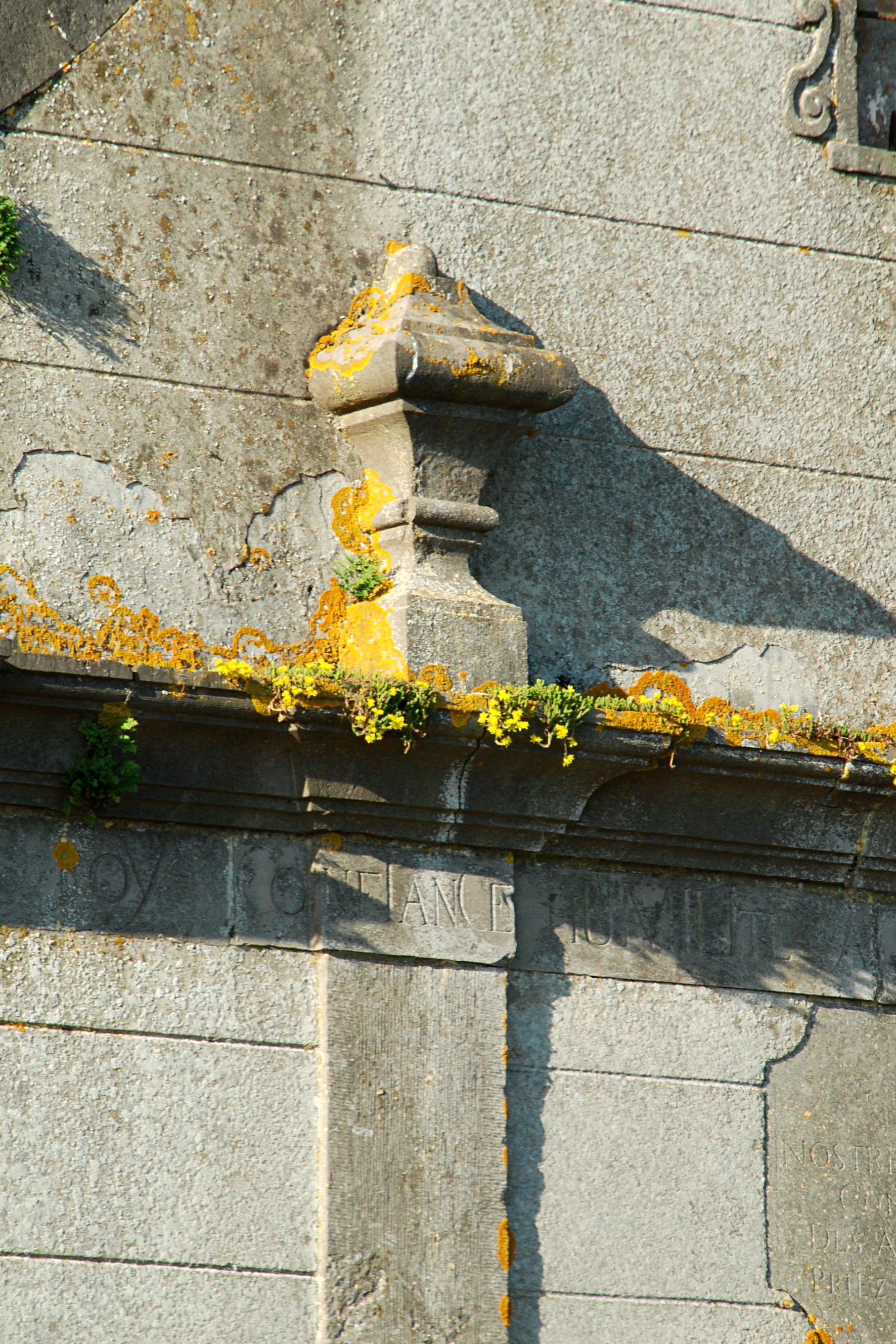
Amortissement.
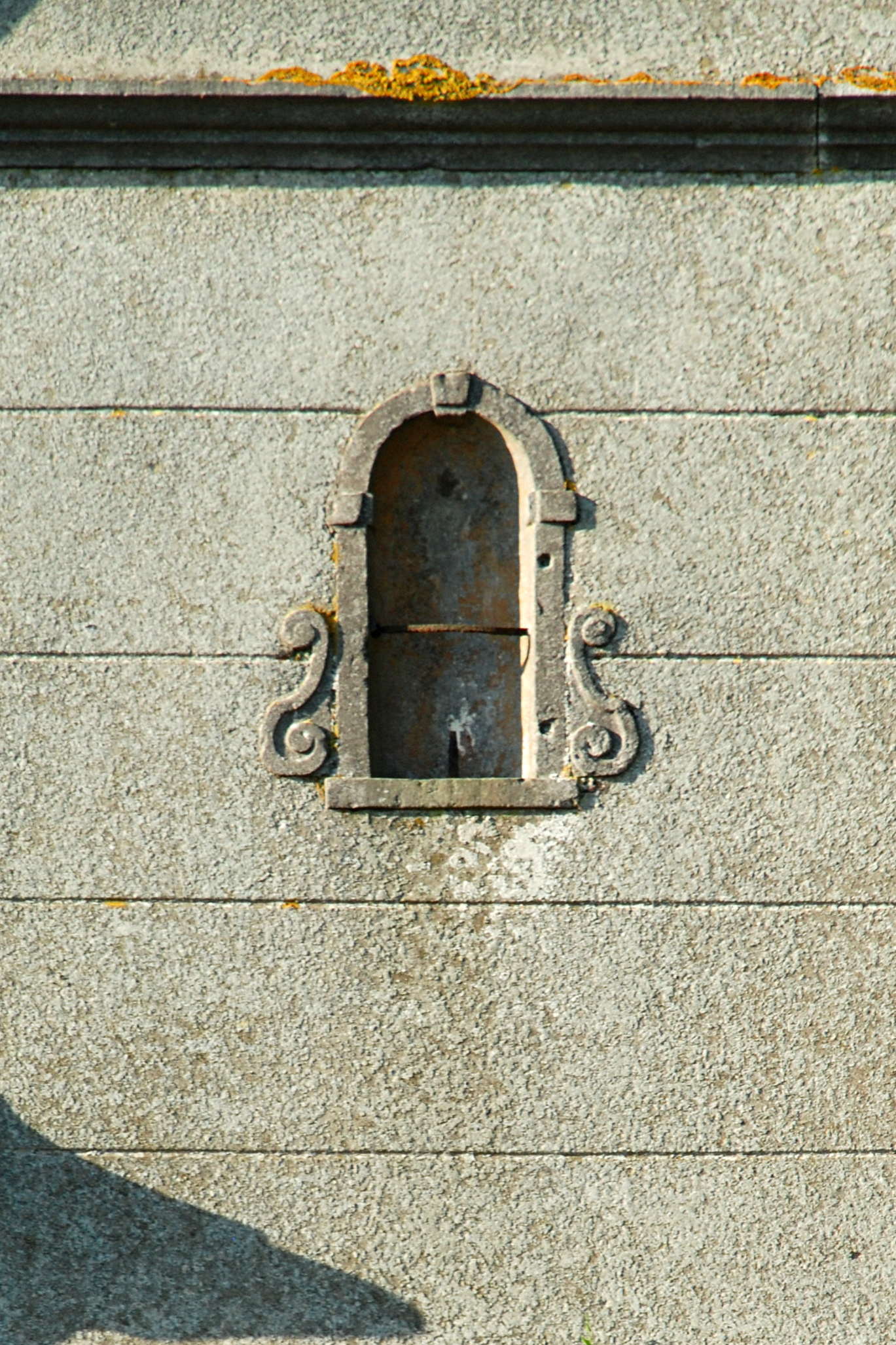
Niche.

### Façades latérales, chevet et clocheton
Les façades latérales, très simples, sont entièrement couvertes d'un enduit de ciment strié et percées chacune d'une baie ogivale aux piédroits à simple harpe.
Au sud, la chapelle se termine par un chevet à simple abside, enduit de même et percé de fenêtres à encadrement de schiste et piédroits à harpe multiple.
Enfin, le mur pignon auquel est adossé le chevet est surmonté d'un clocheton couvert d'ardoises comme le reste de la chapelle.

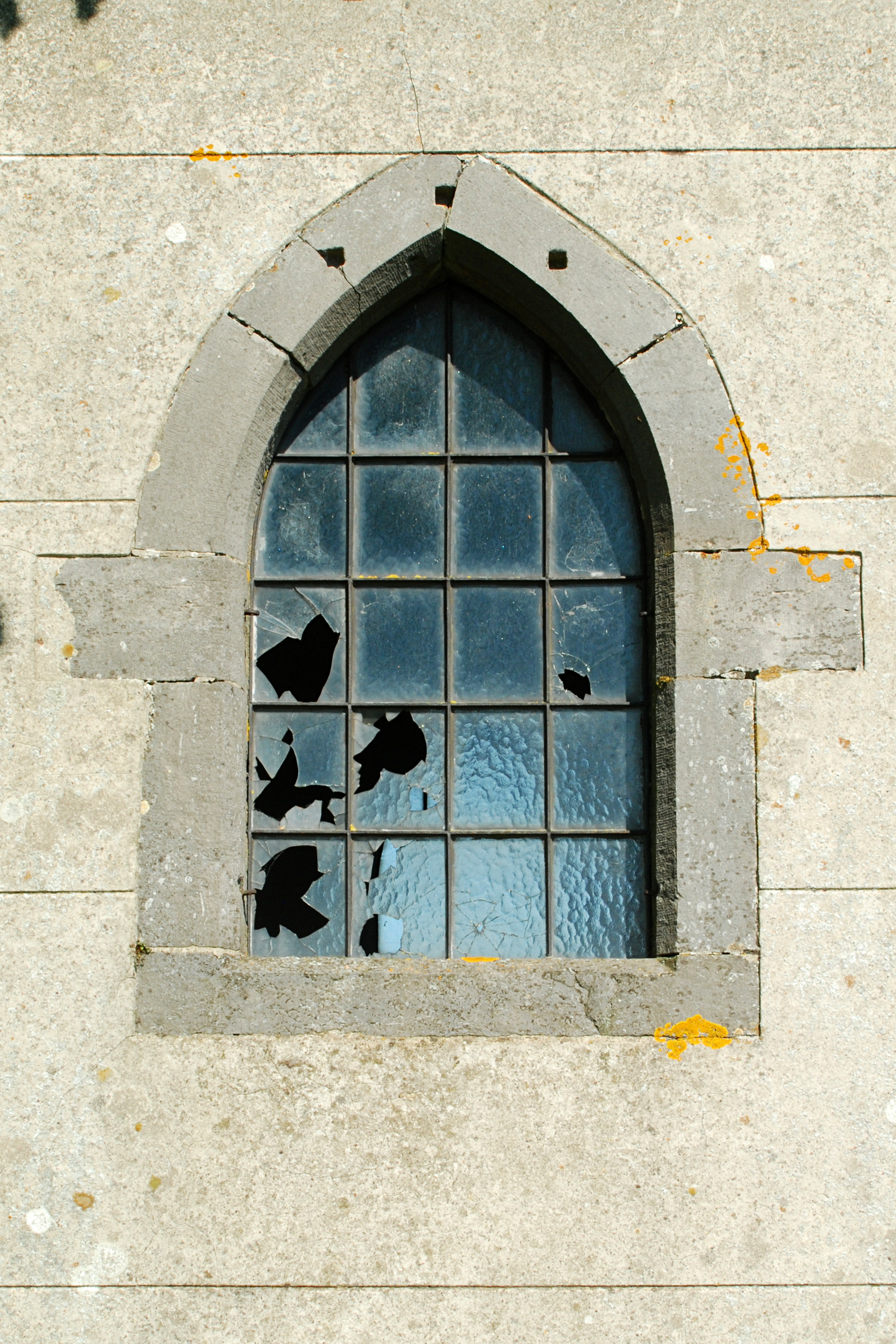
Fenêtre de la façade latérale.
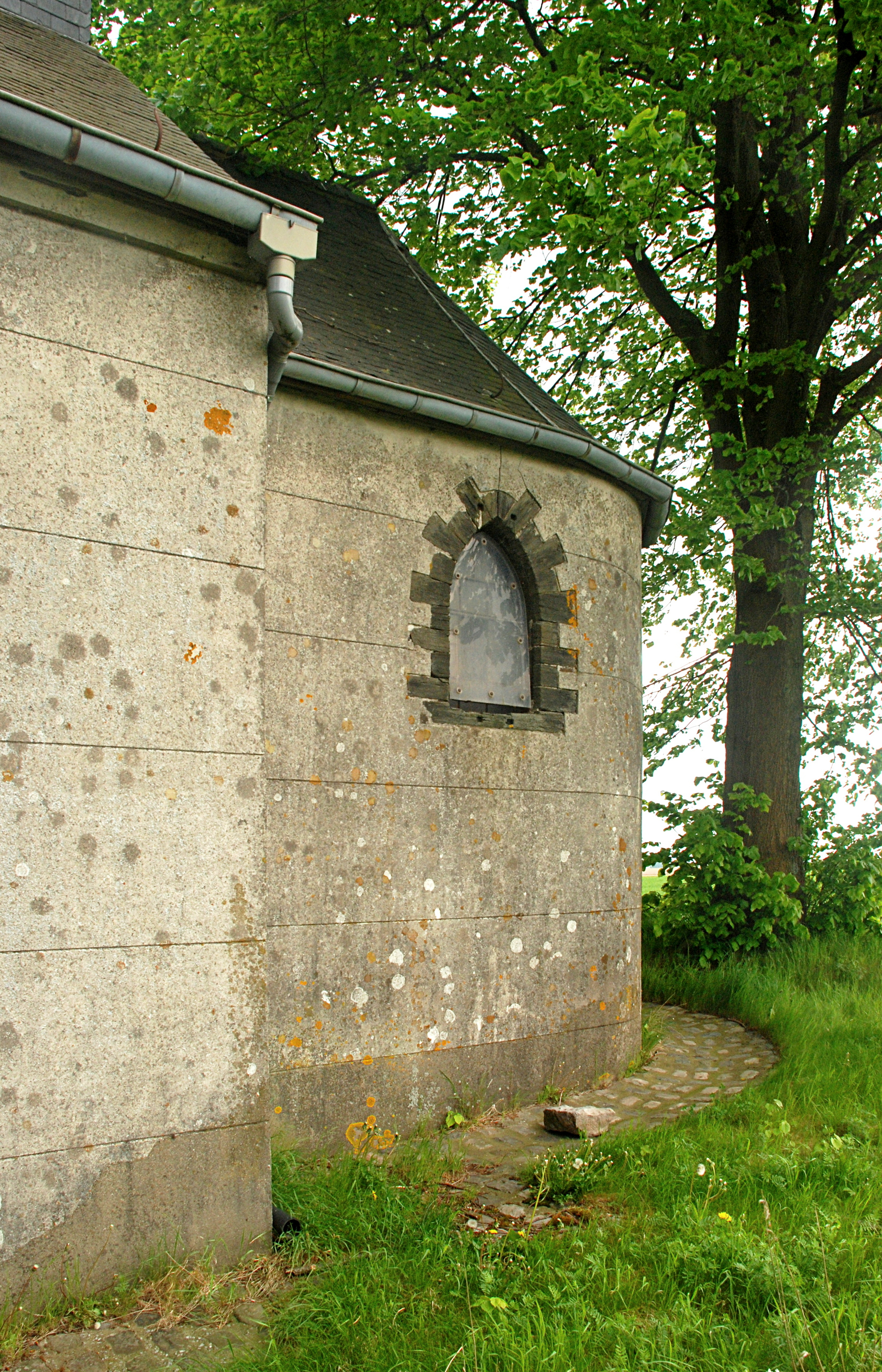
Le chevet.
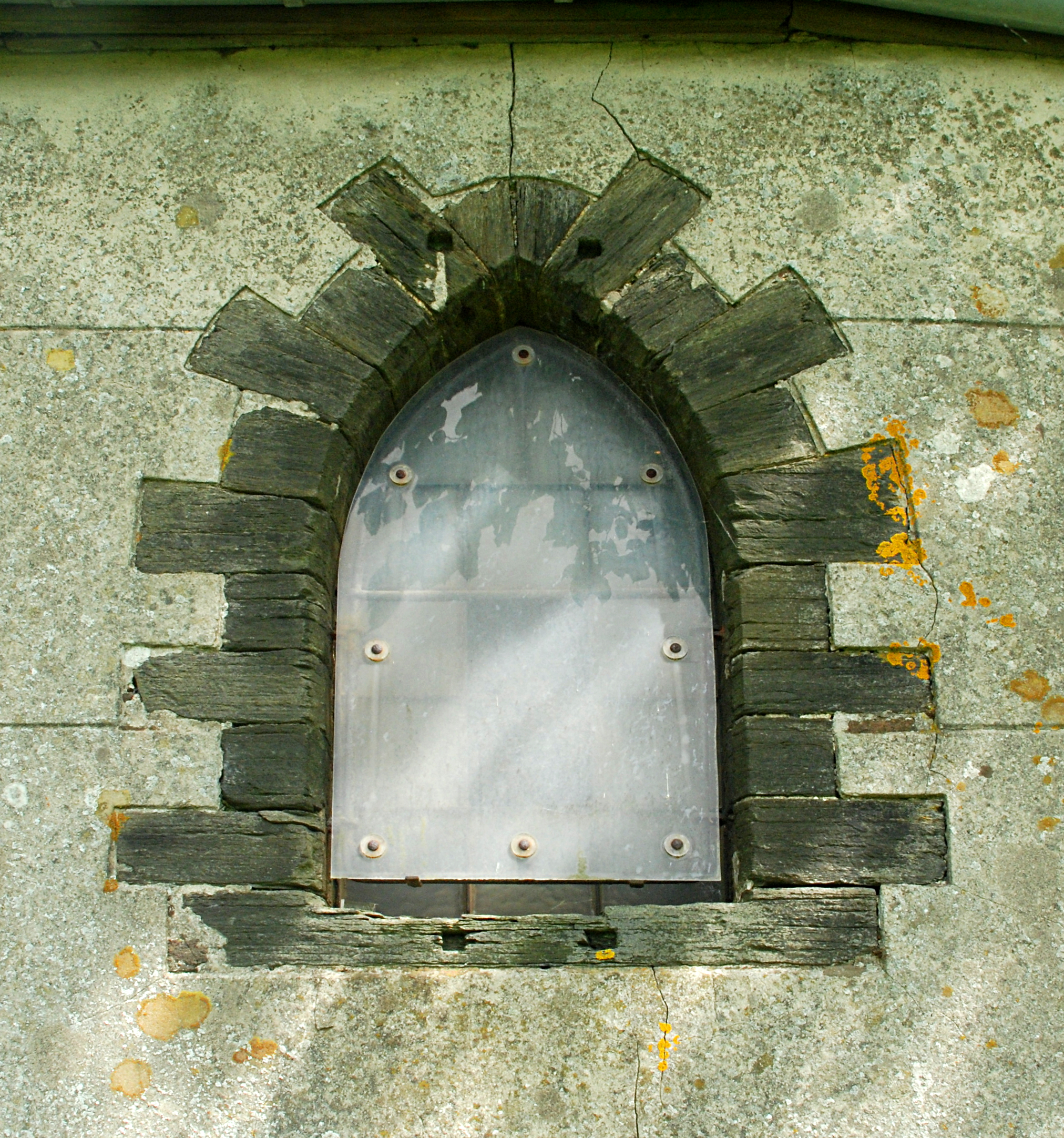
Fenêtre du chevet à harpe multiple.

## Croix funéraires
À 20 m  au nord de la chapelle, on trouve une croix funéraire moderne qui rappelle que Philippe Pieret, censier de la Jouerie, fut assassiné en ce lieu par des brigands le 6 juillet 1666,.
Une autre croix funéraire, gisant dans l'herbe à droite de la chapelle, évoque la mémoire du marchand Gille Coslain, natif de la Basse-Normandie, tué le 8 juin 1743 par sa voiture.

La croix funéraire de Gille Coslain
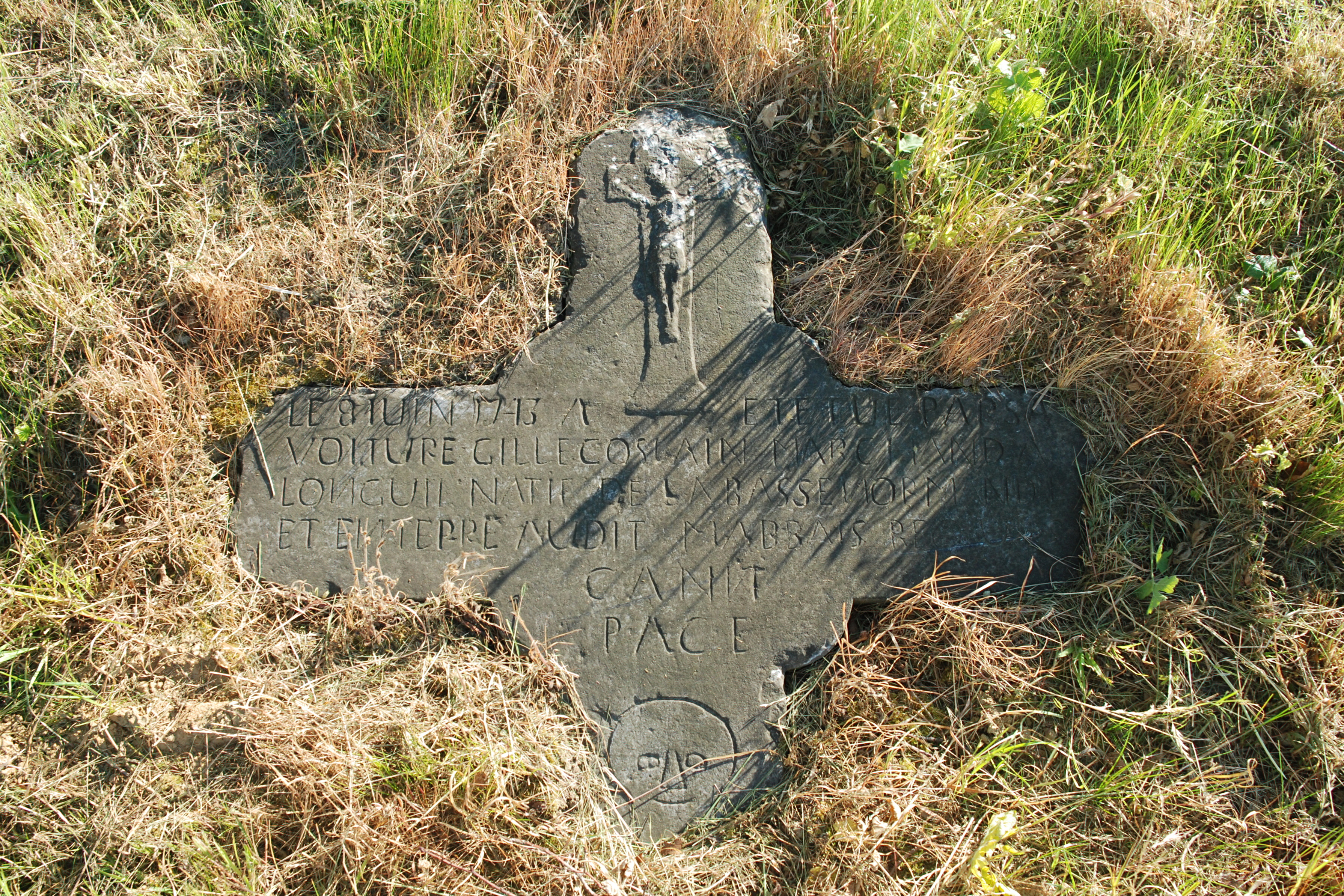
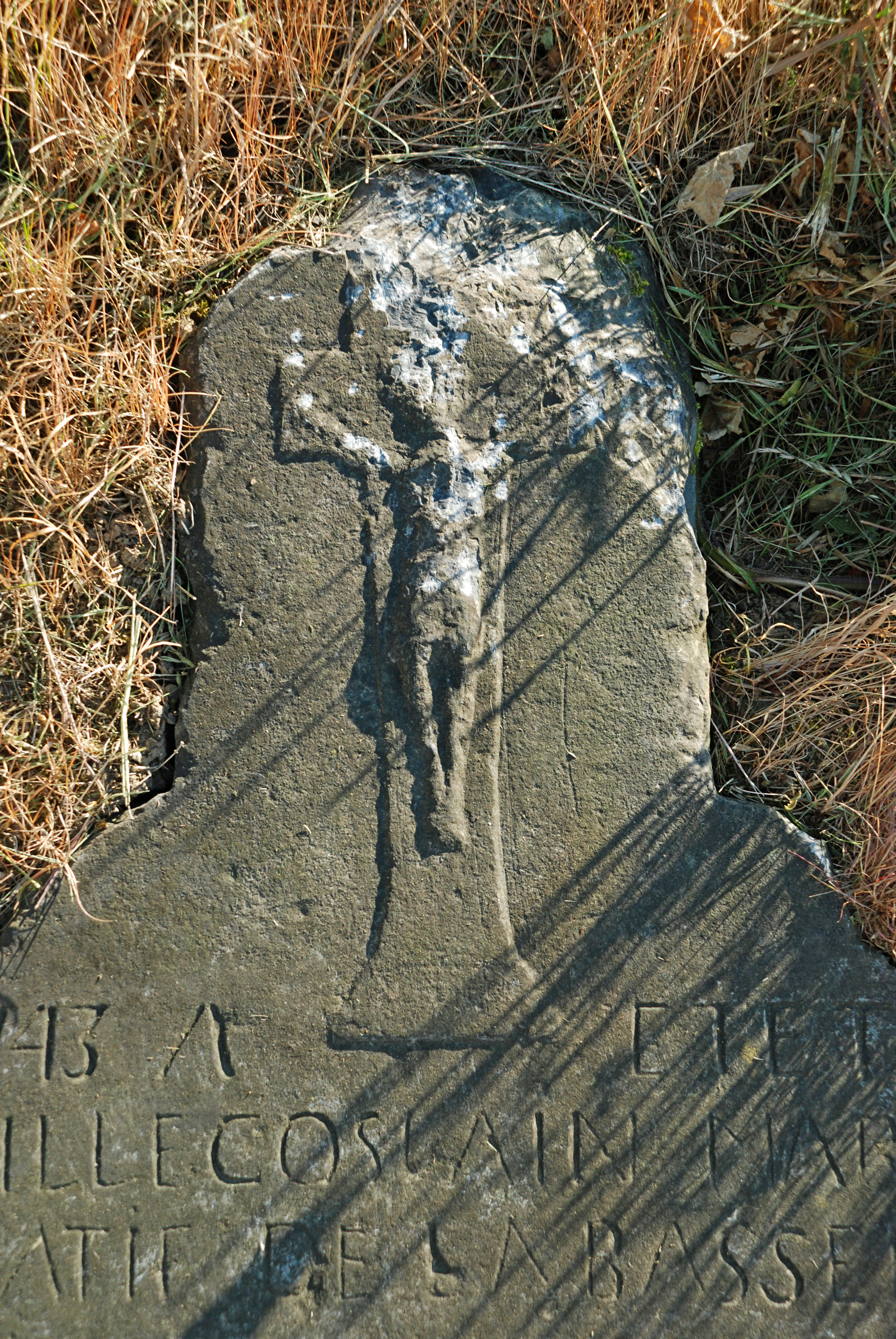
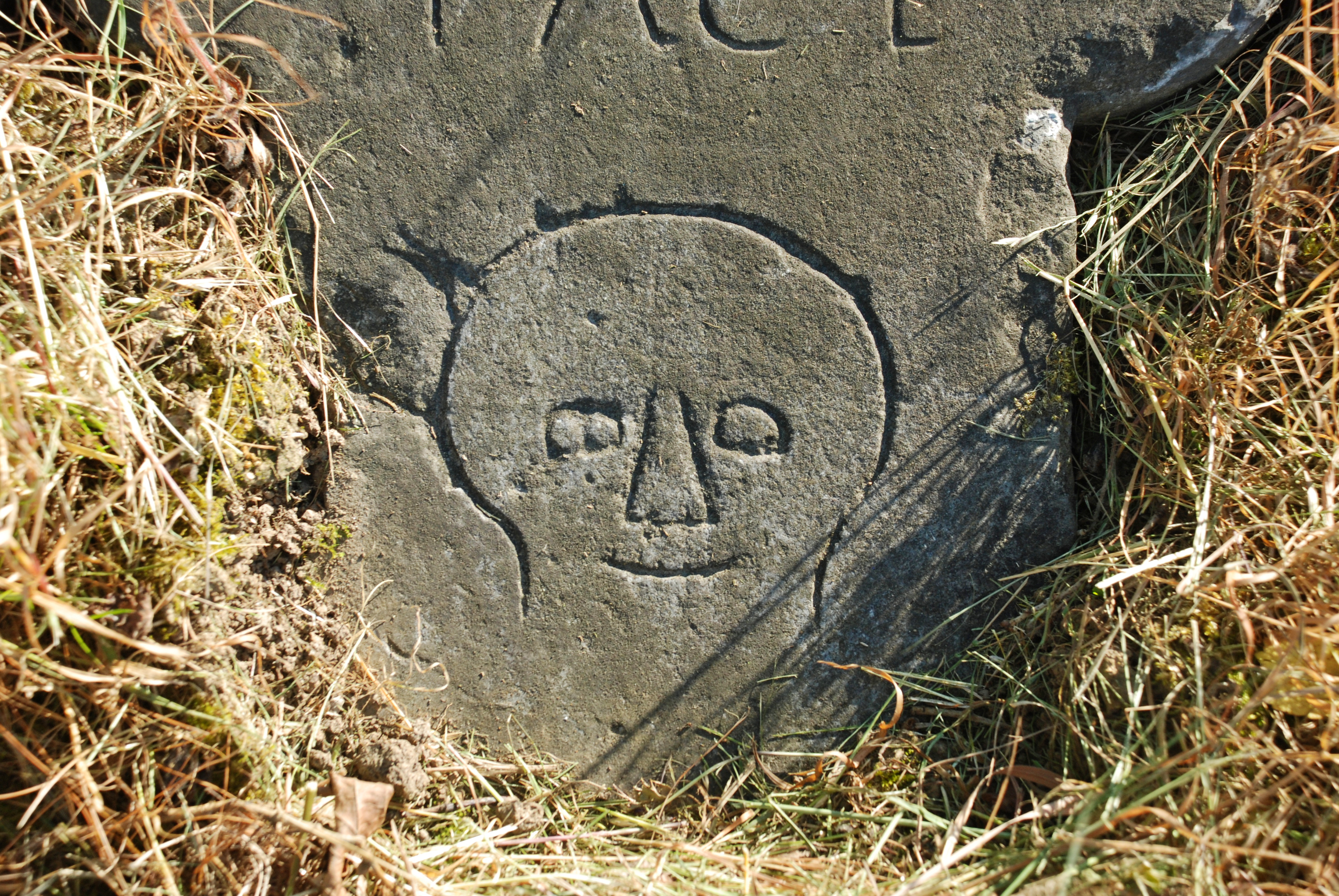

## Procession mariale
Chaque année, le 15 août, fête de l'Assomption, une procession mariale se rend à la chapelle du Triolet au départ de l'église du village de Marbais.